# Природне виховання
Природне виховання — педагогічна теорія, яка вбачає мету виховання лише в тому, щоб слідувати за природним розвитком дитини. Поняття «природне виховання» запровадив у широкий пед. вжиток Жан-Жак Руссо. Великого значення надавали цій теорії Ян Амос Коменський, Йоганн Генріх Песталоцці, Ф. А. Дістервег.